# Levstikov trg, Ljubljana
Levstikov trg je eden izmed trgov v Ljubljani. Ime je dobil po slovenskem književniku Franu Levstiku. Trg leži med Starim trgom in Zoisovo cesto.

## Zgodovina in opis
Na Starem trgu je stal jezuitski kolegij, semenišče in jezuitska gimnazija. Med zgradbami je nastal trg poimenovan Akademski trg, kamor so leta 1682 postavili Marijino znamenje. Zanj je naredil osnutek Valvazor, model je naredil kipar Wolf Weisskirchner, ulil pa zvonar Krištof Schlag leta 1681. Zaradi propadanja so morali znamenje podreti, kip Marije pa so začasno shranili v cerkev.
V požaru leta 1774 je pogorel jezuitski kolegij in vrsta drugih stavb na tem območju. Nastal je prostor za nov Šentjakobski trg po Cerkvi svetega Jakoba, ki stoji na trgu. Jeseni 1870 so v bližini cerkve postavili obnovljeno Marijino znamenje in mu dodali štiri ljubljanske farne patrone: sv. Nikolaja, sv. Petra, sv. Jakoba in sv. Janeza Krstnika.
Današnji videz je Levstikov trg dobil v letih 1926-27, ko ga je preuredil Jože Plečnik. Na trg je postavil Herkulov vodnjak. Trg je ogradil s kroglami iz umetnega kamna in zasadil nizke javorje. Leta 1938 je preuredil še Marijino znamenje in ga postavil na 9,5 m visok steber narejen iz podpeškega marmorja.
Nadaljnjo spremembo je Levstikov trg doživel v šestdesetih letih 20. stoletja, ko so rekonstruirali Karlovško cesto in prebili hišo v Rožni ulici.

## Stavbe ob trgu
- Ob Levstikovem trgu stoji Zavod za usposabljanje Janeza Levca. Poslopje tedanje Sv. Jakobske šole je bilo zgrajeno med letoma 1900 in 1901. Načrte za stavbo je izdelal Ivan Sbrizaj, pročelje v secesijskem slogu pa je oblikoval Maks Fabiani.
- Akademija za glasbo domuje v več zgradbah po Ljubljani, med njimi tudi na Levstikovem trgu.
- Župnijska cerkev sv. Jakoba iz leta 1699.
- Tukaj so še trgovine, gostinski lokali in lekarna.